# Remède (métal)
Pour les articles homonymes, voir Remède (homonymie).
Le remède est l'écart maximal admis entre les poids et titres réels et les poids et titres légaux des ouvrages en métaux précieux.
À titre d'exemple, à partir du XIVe siècle en France, la jurande doit alors garantir lors du contrôle du titre un titre à 11 deniers 12 grains avec une tolérance (le « remède ») de 2 grains (5 pour les petits ouvrages) (soit 957 pour mille minimum, plus ou moins 7‰).